# Santa Magdalena
För andra betydelser, se Santa Magdalena (olika betydelser).
Santa Magdalena (Bayan ng Santa Magdalena) är en kommun i Filippinerna. Kommunen ligger på ön Luzon, och tillhör provinsen Sorsogon. Folkmängden uppgår till 16 848 invånare år 2015.
Santa Magdalena är indelat i 14 barangayer.